# Кочнев, Дмитрий Васильевич
Дмитрий Васильевич Кочнев (9 [21] октября 1893, Оренбургская губерния — 21 мая 1981, Сан-Франциско, Калифорния) — сотник царской армии, полковник Белого движения, командир Оренбургского 4-го казачьего полка (1920), председатель Казачьего союза в Шанхае (1934—1944), составитель сборника «Оренбургский казак» (1952).

## Биография
Родился 9 (21) октября 1893 года в станице Оренбургской первого военного отдела Оренбургского казачьего войска в семье войскового старшины и станичного атамана Василия Алексеевича Кочнева (род. 1861), ставшего в Гражданскую войну помощником по стрелковой части командира Оренбургского 10-го казачьего полка. Окончил Оренбургский Неплюевский кадетский корпус, после чего поступил в Киевское Константиновское военное училище, откуда выпустился в 1912 году по первому разряду.
Был произведён в хорунжие за несколько дней до начала Первой мировой войны — 12 (25) июля 1914 года (со старшинством с августа 1913). Стал сотником в 1916 году, со старшинством с июля 1915. Затем получил чин подъесаула и есаула (август 1918 года, с формулировкой «за отличие в борьбе с большевиками» и старшинством с июля 1917). Также, в период Гражданской войны стал войсковым старшиной, а к 1920 году — полковником.
В 1914 году проходил в Оренбургском 5-м казачьем полку Русской Императорской армии. С июля 1914 по 1917 годы числился в Оренбургском 12-м казачьем полку — с этим соединениям воевал на фронтах Великой войны. В декабре 1914 года был ранен, но оставался в строю. Начал участвовать в Гражданской войне в марте 1918 года, в партизанском отряде есаула Жукова — после чего перешёл в Красногорский партизанский отряд, возглавляемые будущим генерал-майором Р. П. Степановым. В том же году Д. Кочнев состоял в комплекте конных полков Оренбургского войска.
В марте 1919 года временно исполнял должность командира Оренбургского 4-го казачьего полка — 13 марта получил ранение. Зимой 1919/1920 годов стал участником Голодного похода. В январе 1920 года вернулся на поста командующего 4-го полка — в марте оказался в лагере на реке Эмиль (Китай) в отряде атамана А. И. Дутова. В 1921 году получил под своё командование 1-й отдельный казачий дивизион в отдельном корпусе, возглавляемом генералом А. С. Бакичем; позже был арестован Бакичем в городе Шара-Сумэ. Принял участие в походе в Монголию (до 19 октября).

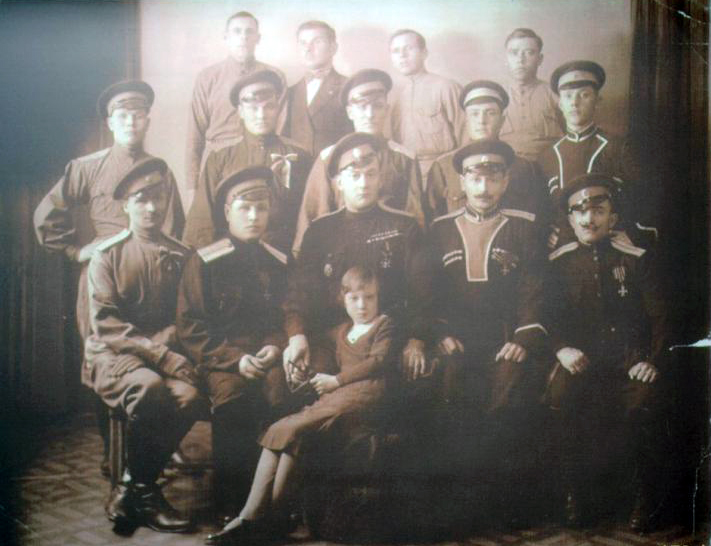
Казачий союз в Шанхае (март 1932)

В этот период состоял на должности начальника Оренбургского 1-го казачьего полка. В ночь на 19 октября 1921 года он покинул отдельный Оренбургский корпус Бакича и, по всей вероятности, примкнул к отряду есаула А. П. Кайгородова.
Оказался в эмиграции в Китае, жил в городах Ханькоу и Шанхай. С 1927 по 1934 год занимал кресло вице-председателя Казачьего союза в Шанхае; в 1934—1944 годах являлся председателем этого Союза. Кроме того, был помощником Н. К. Сережникова — председателя Российского эмигрантского комитета.
С 1936 по 1937 год был избранным атаманом оренбургской казачьей имени А. И. Дутова станицы, располагавшейся в Шанхае: сменил на этом посту войскового старшину Григория Бологова. Также входил в состав ревизионной комиссии Общеказачьего союза и занимал должность председатель кружка ревнителей истории Оренбургского казачьего войска.
После 1949 года проживал в США, где в 1952 году издал сборник «Оренбургский казак».
Скончался в 1981 году в Сан-Франциско и был похоронен на местном Сербском кладбище.

## Награды
- Орден Святого Владимира 4 степени с мечами и бантом (1915)[4]

## Произведения
- Кочнев Д. В. Шанхай, Булугун-Эмиль, Красногорск и Оренбург // Оренбургский казак : сборник. — Сан-Франциско, 1952. — С. 3—5.

## Семья
Брат (младший): Пётр Васильевич Кочнев (1896—1930) — сотник царской армии, юнкер Красногорского партизанского отряда есаула Р. П. Степанова (1918), осужден и расстрелян советскими властями в 1930 году. Сын Дмитрия Кочнева носил фамилию Кеннеди.